# Jazz Piano Song
«Jazz Piano Song» es una pieza musical de la banda británica The Beatles. Se publicó en la película Let It Be. Es la única pieza escrita por el baterista de la banda Ringo Starr y Paul McCartney.

## Estructura
La canción está interpretada con un único piano tocado por McCartney y Starr. Aunque es una canción instrumental se escucha a McCartney cantar unos segundos.

## Personal
- Paul McCartney: Piano, voz
- Ringo Starr: Piano